# Neue-Hebriden-Franc
Der Neue-Hebriden-Franc ist die ehemalige Währungseinheit des Kondominiums Neue Hebriden und in den ersten beiden Jahren der Unabhängigkeit die erste Währung Vanuatus. Er wird in 100 Centimes unterteilt und hat den ISO 4217-Code NHF. Im März 1982 wurde der Franc im Verhältnis 1:1 durch den Vatu ersetzt.

## Geschichte
Im britisch-französischen Kondominium Neue Hebriden waren bis 1938 das Pfund Sterling und der Französische Franc gleichberechtigte gesetzliche Zahlungsmittel. Ab 1938 war die Banque de l’Indochine mit der Emission einer neuen Währung beauftragt worden, die den Französischen Franc ersetzen sollte. Im gleichen Jahr wurde die erste 500-Francs-Banknote herausgegeben, der 1941 weitere Banknoten zu 5, 20, 100 und 1000 Francs folgten. Als Folge des Zweiten Weltkriegs war ab Ende 1941 die Versorgung mit Bargeld unterbrochen. Nachdem sich der französische Resident dem Freien Frankreich angeschlossen und die Services Nationaux Français des Nouvelles Hébrides als provisorisches Geldinstitut gegründet hatte, veranlasste er 1943 die Emission einer Notausgabe mit Geldscheinen zu 5, 20, 100, 500 und 1000 Neue-Hebriden-Francs.
Nach dem Zweiten Weltkrieg wurde das Währungssystem der französischen Kolonien neu geordnet. Zwar gab die Banque de l'Indochine noch von 1945 bis 1947 neue Banknoten, die teilweise dem Vorkriegsdesign entsprachen heraus, aber ab 1948 wurde der CFP-Franc auf den Neuen Hebriden verwendet.
Ab 1965 gab das Institut d’émission d’Outre-Mer wieder Banknoten zu 100, 500 und 1000 Neue-Hebriden-Francs heraus, die Bindung an den CFP-Franc wurde formell erst 1969 aufgehoben. Stattdessen bestand bis 1973 eine feste Bindung an den Australischen Dollar (im Verhältnis 100 Fr. = 1 Dollar), der seit dem Ende des Zweiten Weltkriegs das Pfund Sterling als Zweitwährung abgelöst hatte. Zwischen 1966 und 1972 wurden sieben verschiedene Münzen im Wert von 1 bis 100 Francs geprägt, die bis 1983 zirkulierten.